# The Ringer (sitio web)
The Ringer es un sitio web y una red de pódcasts sobre deportes y cultura pop, fundado por el periodista deportivo Bill Simmons en 2016 y adquirido por Spotify en 2020.

## Historia
The Ringer fue lanzado en marzo de 2016 por Bill Simmons, quien trajo consigo a varios editores que habían trabajado previamente con él en Grantland, un blog propiedad de ESPN que operó entre 2011 y 2015. En su lanzamiento, The Ringer contaba con una plantilla de 43 personas y se centraba principalmente en deportes y cultura pop como áreas de contenido, con algunos escritores que también trabajaban en tecnología y política. HBO, la cadena en la que Simmons presentó su programa de televisión semanal Any Given Wednesday durante una temporada en 2016, fue un inversor inicial en el sitio web.
El sitio web fue publicado previamente en la plataforma Medium. En mayo de 2017, The Ringer firmó un acuerdo de publicidad y tecnología con Vox Media (propietario de SB Nation), en virtud del cual Vox se encargaría de las ventas de publicidad y le daría al sitio acceso a su plataforma de publicación interna.
Entre los antiguos escritores de Grantland que han escrito o trabajado para The Ringer se incluyen Mark Titus, Shea Serrano, Ben Lindbergh, Robert Mays, Andy Greenwald, Sean Fennessey, Chris Ryan, Mallory Rubin, Juliet Litman, Craig Gaines, Bryan Curtis, David Shoemaker, Ryan O'Hanlon, Danny Chau, Jason Concepcion, Riley McAtee, Joe Fuentes y Tate Frazier.
En mayo de 2018, The Ringer publicó una historia de Ben Detrick sobre Bryan Colangelo, entonces gerente general de los Philadelphia 76ers, y su aparente uso de varias cuentas de Twitter para criticar a los jugadores y defenderse. Esto llevó a la renuncia de Colangelo el 7 de junio de 2018.
En agosto de 2019, el personal editorial de The Ringer votó para sindicalizarse con el Writers Guild of America, East. El sindicato fue reconocido voluntariamente por la dirección de The Ringer cuatro días después.
El 5 de febrero de 2020, el servicio de transmisión de música por suscripción Spotify anunció que adquiriría The Ringer por un valor estimado de 195 millones de dólares y 50 millones de dólares adicionales en incentivos basados en el rendimiento. Dawn Ostroff, directora de contenidos de Spotify, afirmó que Simmons era «una de las mentes más brillantes del sector y ha innovado con éxito como escritor y creador de contenidos en distintos medios y plataformas».
En abril de 2021, los escritores y productores ratificaron su primer convenio colectivo con Gimlet Media y The Ringer. Duraría 3 años, con un salario base mínimo de $57 000 para el personal de The Ringer. No existía ninguna disposición sobre la propiedad de los trabajadores sobre el contenido creado.

## Contenido
Al igual que el contenido del sitio web, la red de pódcasts de The Ringer cubre tanto deportes como cultura pop. El pódcast estrella, The Bill Simmons Podcast, es un programa de entrevistas presentado por Simmons, en el que participan otros escritores y presentadores de pódcasts de The Ringer, así como atletas, cineastas, comediantes y figuras de la cultura pop.
Pódcasts anteriores incluyen Keepin' It 1600, un pódcast político que presenta a los exrredactores de discursos de Barack Obama Jon Favreau, Dan Pfeiffer y otros. Después de dejar The Ringer, los presentadores de Keepin' It 1600 crearon un nuevo podcast llamado Pod Save America como parte de su propia compañía de nuevos medios, Crooked Media.
En 2017, The Ringer comenzó la serie de pódcast de video Talk the Thrones, un aftershow de Game of Thrones presentado por los escritores del personal de The Ringer y transmitido en vivo en Twitter. Talk the Thrones es una continuación de After the Thrones, que se emitió en HBO.
The Ringer estrenó Binge Mode en 2017, un pódcast que ha recapitulado cada episodio de Game of Thrones y cada libro de la serie de Harry Potter.